# Макшеев, Фёдор Андреевич
Фёдор Андреевич Макшеев (1855 - 5 августа 1932) — генерал-майор, профессор Николаевской академии Генерального штаба, военный писатель.

## Биография
Фёдор Макшеев родился в 1855 году; образование получил в Николаевском инженерном училище и Николаевской академии генерального штаба, участвовал в русско-турецкой войне 1877—1878 гг.

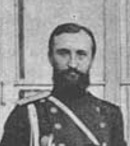
Ф. А. Макшеев

С 1883 по 1885 год служил в военном министерстве княжества Болгарского и преподавал фортификацию и тактику в софийском военном училище.
По возвращении в Россию работал в главном штабе над вопросами военно-железнодорожного дела и читал о том же лекции в Николаевской академии генерального штаба, где, по представлении диссертации на тему «Военно-административное устройство тыла армии», назначен был профессором.
В 1904 году Фёдор Андреевич Макшеев был назначен главным редактором журнала «Военный Сборник» и газеты «Русский Инвалид».
Читал также военную администрацию на интендантских курсах и о военной эксплуатации железных дорог в Николаевской инженерной академии.
Фёдор Андреевич Макшеев умер 5 августа 1932 года.

## Труды
Напечатал следующие руководства и пособия:
- для слушателей академии генерального штаба:
  - «Железные дороги в военном отношении» (СПб., 1890 и 1892);
  - «Военное хозяйство и устройство тыла» (СПб., 1893—1897);
  - «Курс снабжений в военное время» (СПб., 1898; дополн. к нему 1900);
  - «Полный курс военного хозяйства в мирное время» (1904);
  - «Курс снабжений и военного хозяйства в военное время» (СПб., 1905);
  - «Очерк устройства русского генерального штаба» (1894);
  - «Сравнительный очерк устройства генерального штаба в главнейших государствах Европы» (1899);
- для слушателей интендантского курса:
  - «Записки военной администрации».
    - Часть I. «Устройство интендантства» (СПб., 1900);
    - часть II: «Военное хозяйство в мирное время» (два вып., 1-й вып. 1900, 2-й вып. 1901);
    - часть III: «Снабжение в военное время» (1902).